# 岡本嗣郎
岡本 嗣郎（おかもと しろう、1946年4月10日 - 2003年8月6日）は、日本のノンフィクション作家、ジャーナリスト。

## 人物
大阪府生まれ。早稲田大学法学部卒業。毎日新聞社に入社。大阪本社社会部記者、同学芸部副部長を経て、編集委員。1996年に退社して、フリーに。
また1992年、山本集の半生を描いたノンフィクション「男前(おとこまえ)」を著し、ノンフィクション作家としても活躍。
1997年、将棋ペンクラブ大賞(著作部門・第9回)を「9四歩の謎」で受賞。

## 著書
- 『男前 : 山本集の激闘流儀』 講談社 1992、のち講談社文庫
- 『9四歩の謎 : 孤高の棋士・坂田三吉伝』  集英社 1997 
  - のち『孤高の棋士 : 坂田三吉伝』集英社文庫
- 『歌舞伎を救った男 : マッカーサーの副官フォービアン・バワーズ』 集英社 1998　
  - のち『歌舞伎を救ったアメリカ人』集英社文庫
- 『シベリアのトランペット』  集英社 1999
- 『陛下をお救いなさいまし : 河井道とボナー・フェラーズ』 ホーム社 2002 　
  - のち『終戦のエンペラー : 陛下をお救いなさいまし』集英社文庫

## 映画
- 「終戦のエンペラー Emperor」 デヴィッド・クラス、ヴェラ・ブラシ 脚本、ピーター・ウェーバー 監督 松竹 2013